# Floralia

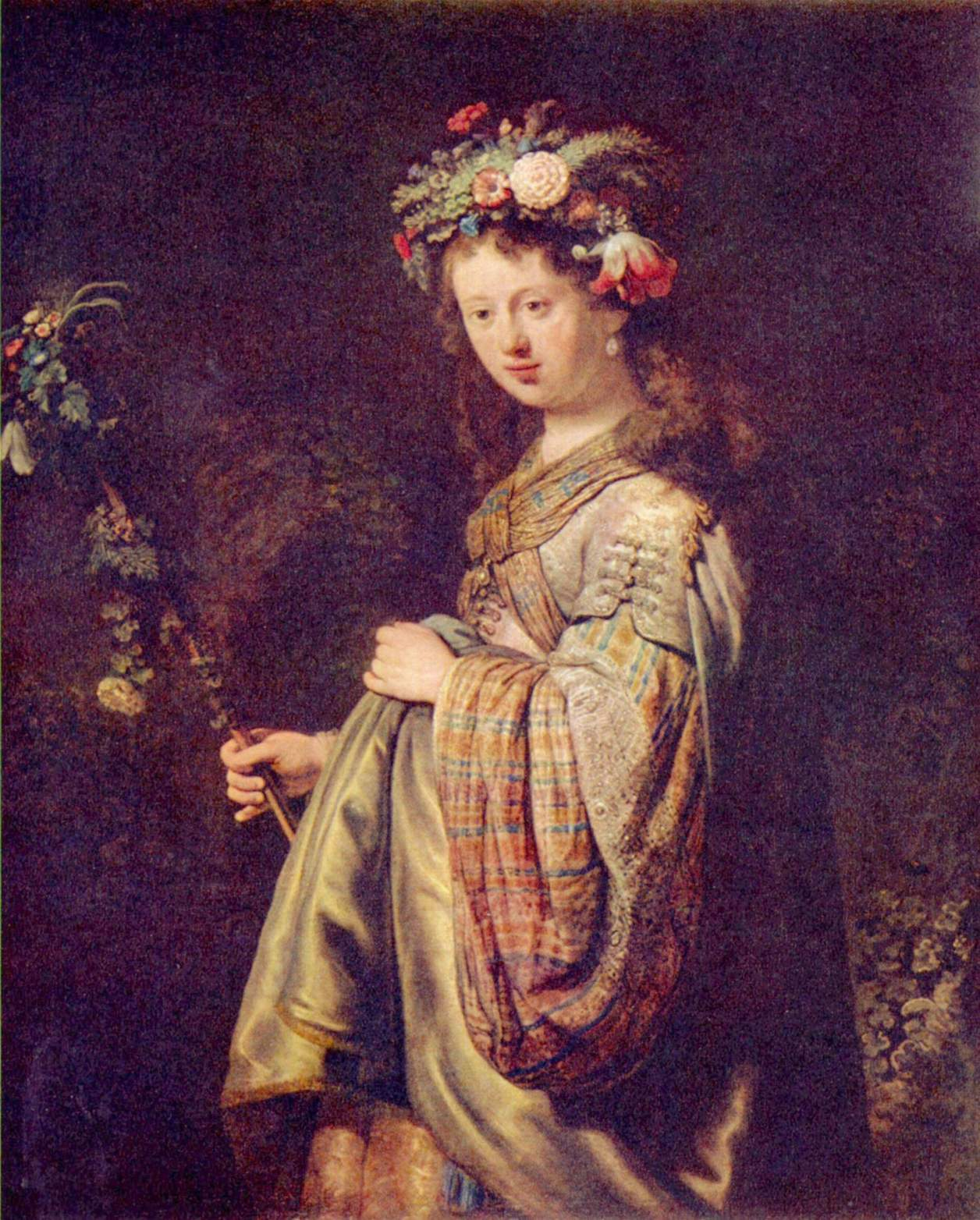
Flora i Rembrandts tappning

Floralia eller florifertum var en vårfestival till den romerska gudinnan Floras ära som firades någon gång i slutet av april eller början av maj.